# 凱特林 (英國國會選區)

選區在北安普敦郡的位置

凱特林（英語：Kettering），英國國會一郡選區，位於北安普敦郡北部，包括凱特林全部。
本區始設於1918年。本區一直是工黨和保守黨和競爭的局面。2010年大選中保守黨的菲利普·赫羅伯以49.1%選票連任成功。